# Gut Rattelvitz

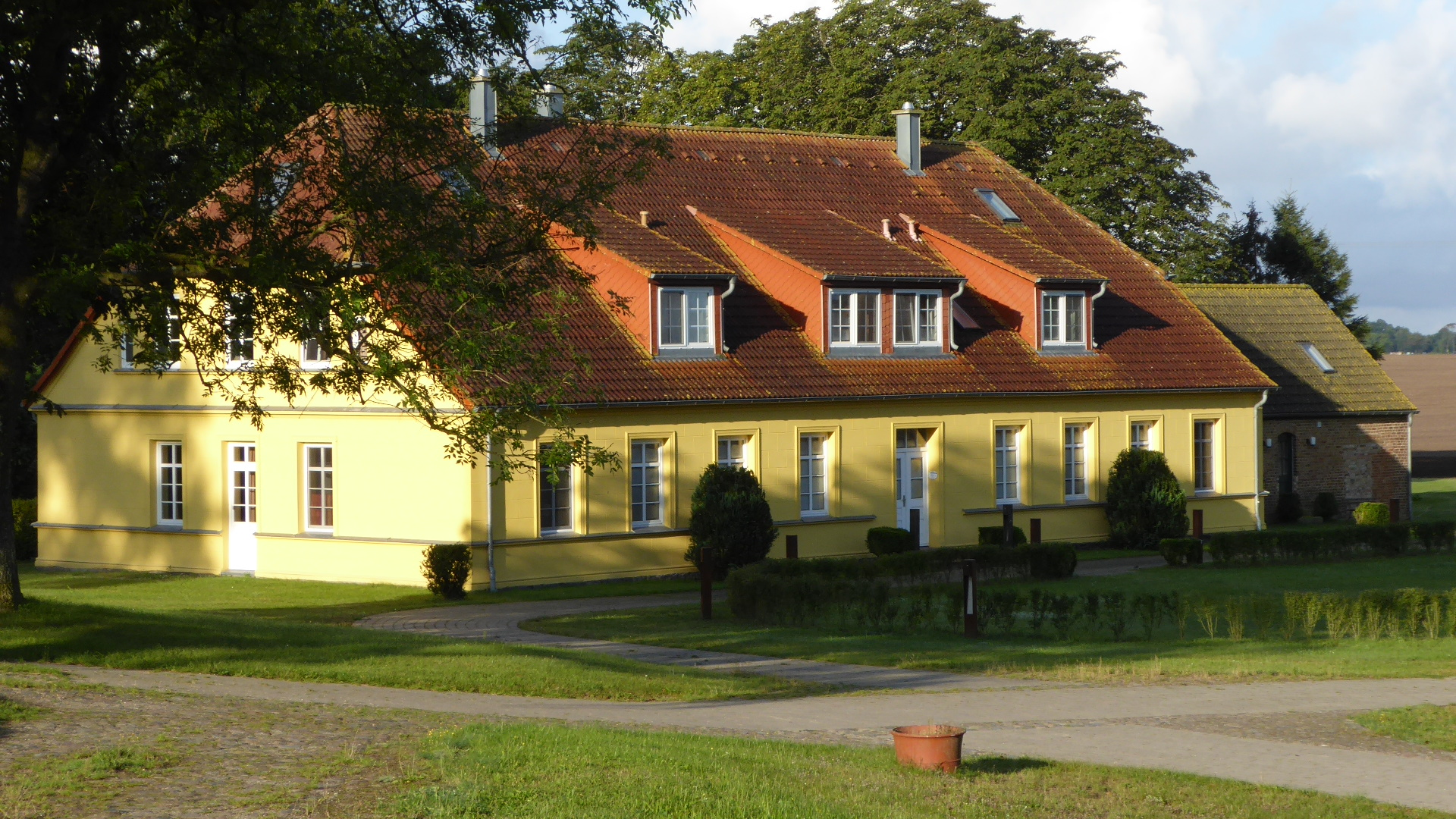
Gut Rattelvitz Rügen

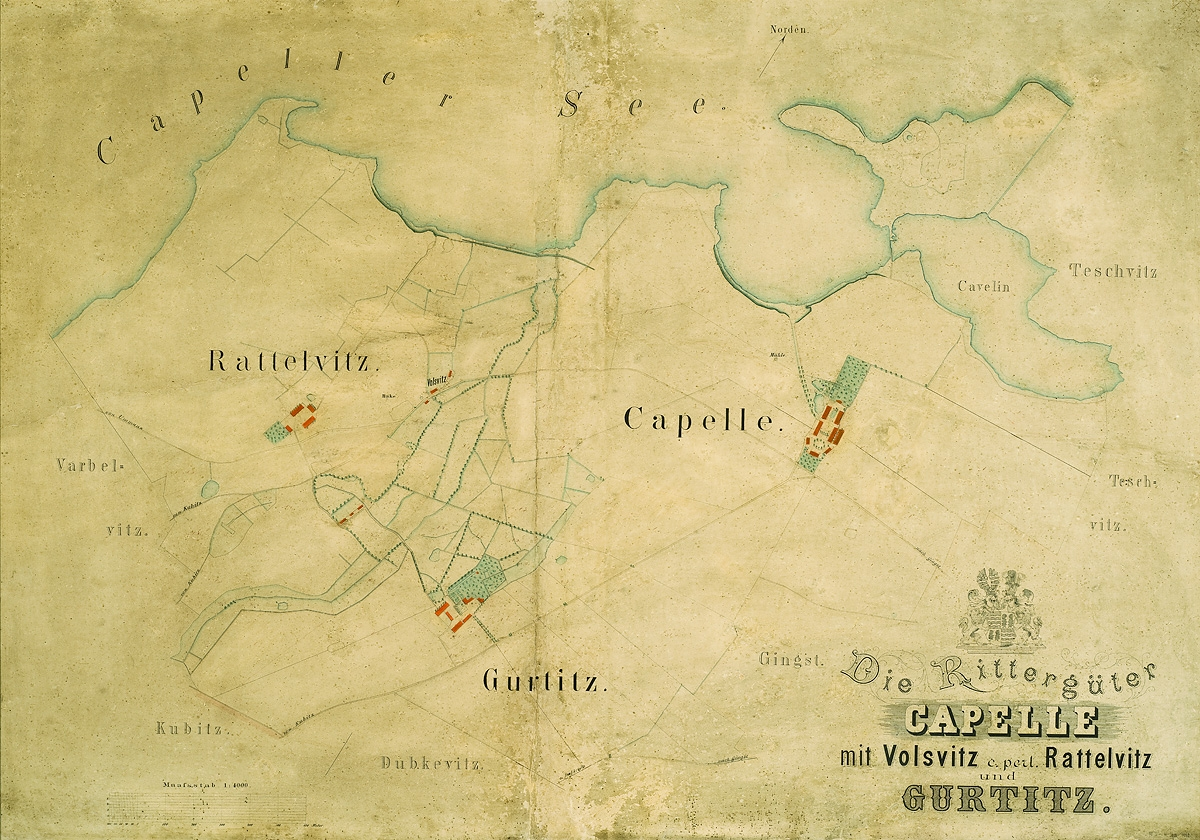
Karte der Rittergüter derer von der Osten

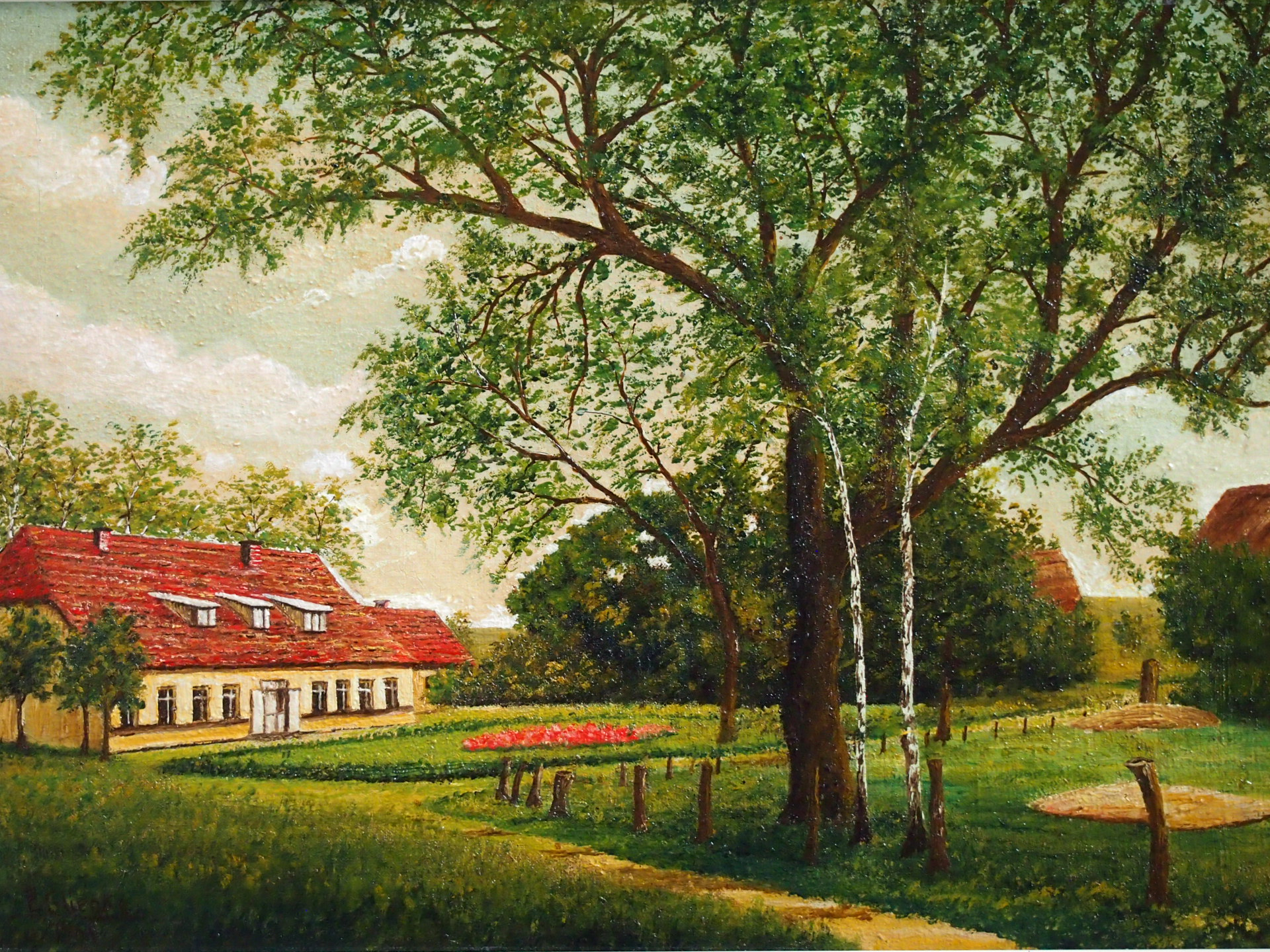
Gut Rattelvitz, das Bauernhaus (gemalt 1943 von einem Kriegsgefangenen aus Dankbarkeit)

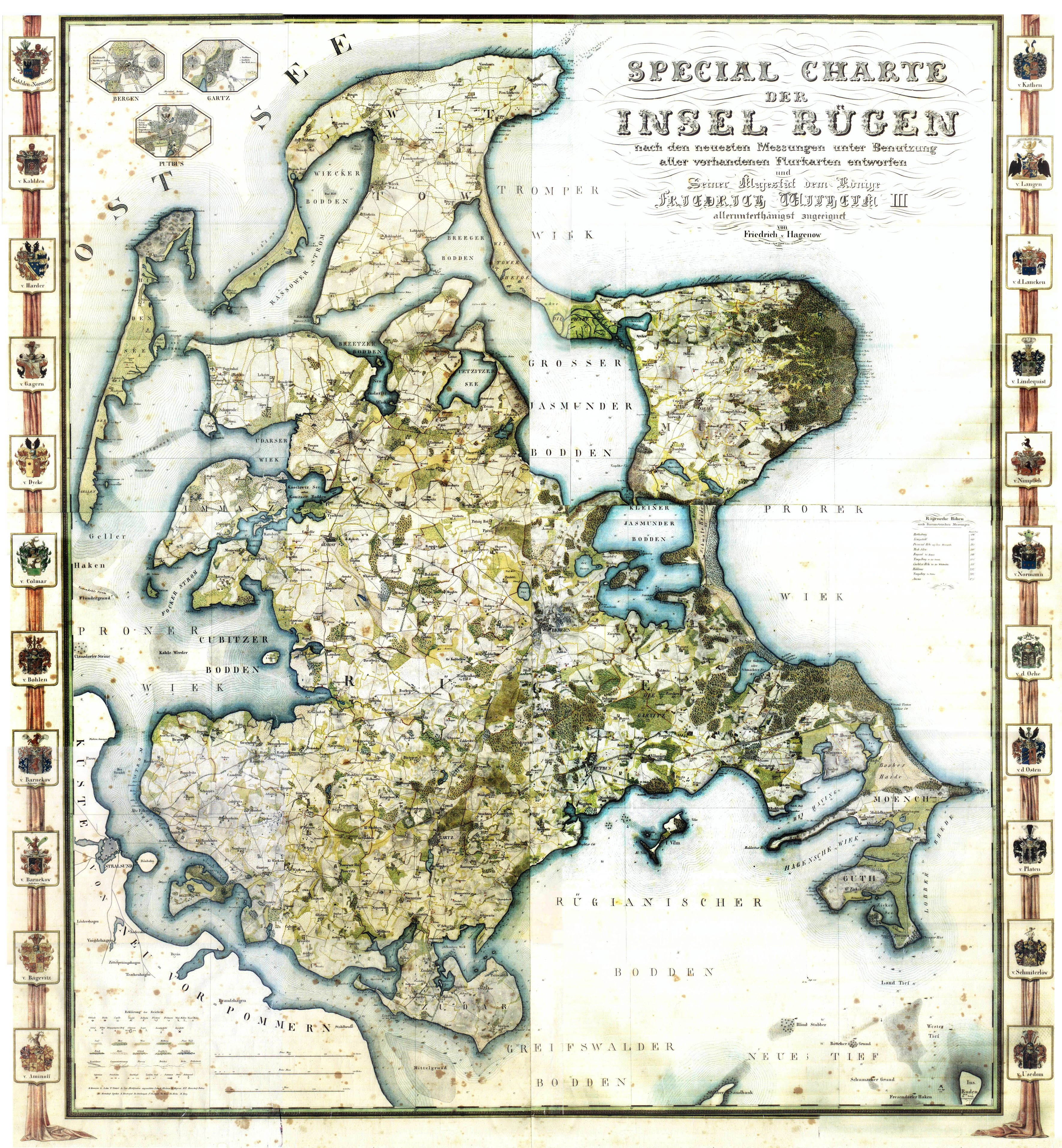
Hagenowsche Karte der Insel Rügen von 1829

Das Gutshaus Rattelvitz ist ein historisches Herrenhaus im Ortsteil Rattelvitz der Gemeinde Gingst. Es grenzt an den Nationalpark Vorpommersche Boddenlandschaft auf Rügen.

## Geschichte
Gut Rattelvitz wurde 1318 erstmals urkundlich erwähnt. Ab 1400 gehörte es zu den Rittergütern der Familie von der Osten. 1817 ging das Gut in den Besitz der auf der Insel Rügen bedeutenden Familie von Platen über.
Der heutige Einzelhof liegt nach der Hagenowschen Karte von 1829 ursprünglich nördlich von Volsvitz, unmittelbar am Wittenberger Strom gelegen; im weiteren Verlauf der 1. Hälfte des 19. Jahrhunderts wurde der Hof etwa einen Kilometer südlicher verlegt. Der Ortsname kommt aus dem slawischen Ratnovici und bedeutet Leute des Raten.
Der Ort gehörte im 14. Jahrhundert der Familie Kooth, Kowt oder Kothe; später, jedoch vor 1532 gelangte er an die Familie von der Osten auf Capelle. 
Zwischen 1810 und 1820 gelangte Rattelvitz an die Familie von Platen auf Gurtitz. 1848 wurde aus zwei gelegten Bauernhöfen das Vorwerk Rattelvitz gebildet.

## Die heutige Anlage
Heute ist das Herrenhaus vom Gut Rattelvitz ein  Baudenkmal. 
2005 wurde das Gut von den Nachkommen des 1960 enteigneten Eigentümers, dem Landwirt Heinrich Haupt, im Stile der 1900er Jahre, aber mit heutigem Komfort, zu einem Ferienhaus umgebaut und saniert. Reste alter Scheunen wurden zurückgebaut und ergaben eine freie Sicht auf die Ostsee und die Insel Ummanz.